# 红斑焦掌贝
红斑焦掌贝（学名：Palmadusta punctata）为宝贝科焦掌贝属的动物。分布于印度-西太平洋区暖水区、台湾岛以及中国大陆的海南岛、西沙群岛、南沙群岛等地，属于暖水种。其主要生活于潮间带低潮区或稍深的珊瑚礁石缝隙间。该物种的模式产地在毛里求斯。